# Gran Premio Bruno Beghelli 2004
Il Gran Premio Bruno Beghelli 2004, nona edizione della corsa, si svolse il 26 settembre 2004, per un percorso totale di 199,9 km. Venne vinto dall'tedesco Danilo Hondo che terminò la gara in 4h49'00".

## Ordine d'arrivo (Top 10)
| Pos. | Corridore           | Squadra       | Tempo    |
| ---- | ------------------- | ------------- | -------- |
| 1    | Danilo Hondo        | Gerolsteiner  | 4h49'00" |
| 2    | Fabio Baldato       | Alessio       | s.t.     |
| 3    | Karsten Kroon       | Rabobank      | s.t.     |
| 4    | Filippo Pozzato     | Fassa Bortolo | s.t.     |
| 5    | Lars Michaelsen     | Team CSC      | s.t.     |
| 6    | Gianluca Bortolami  | Lampre        | s.t.     |
| 7    | Sergio Marinangeli  | Domina Vac.   | s.t.     |
| 8    | Juan Antonio Flecha | Fassa Bortolo | s.t.     |
| 9    | Alejandro Borrajo   | Cer. Panaria  | s.t.     |
| 10   | Manuele Mori        | Saunier Duval | s.t.     |